# Mănăstirea Izvorul Tămăduirii, Salva
Mănăstirea Izvorul Tămăduirii este o mănăstire ortodoxă de călugărițe din România situată în comuna Salva, județul Bistrița-Năsăud. Aparține canonic de Arhiepiscopia Vadului, Feleacului și Clujului, sufragană a Mitropoliei Clujului.

## Detalii
Este construită[A] în estul comunei Salva pe coama dealului Migii in locul numit Fantana Marcului, în apropierea pădurii de stejari Dumbrava. Accesul se face pe valea Someșului cu ajutorul DN17D și pe valea Sălăuței cu DN17C.
Lăcașul a fost înființat în 1994. Deoarece așezământul se află în apropierea locului unde au fost martirizați Sfinții Martiri Năsăudeni[B], acesta are ca al doilea hram numele lor. Mai întâi s-a ridicat o biserică din lemn cu hramul Nașterea Sfântului Ioan Botezătorul, actual cu rol de paraclis. Ulterior a fost ridicată biserica de zid, care a primit hramul Izvorul Tămăduirii.  În fața bisericii mari se află clopotnița, încadrată pe laterale de chilii. Ansamblul mai conține un corp de clădire administrativ și unul pentru stăreție.

## Galerie foto

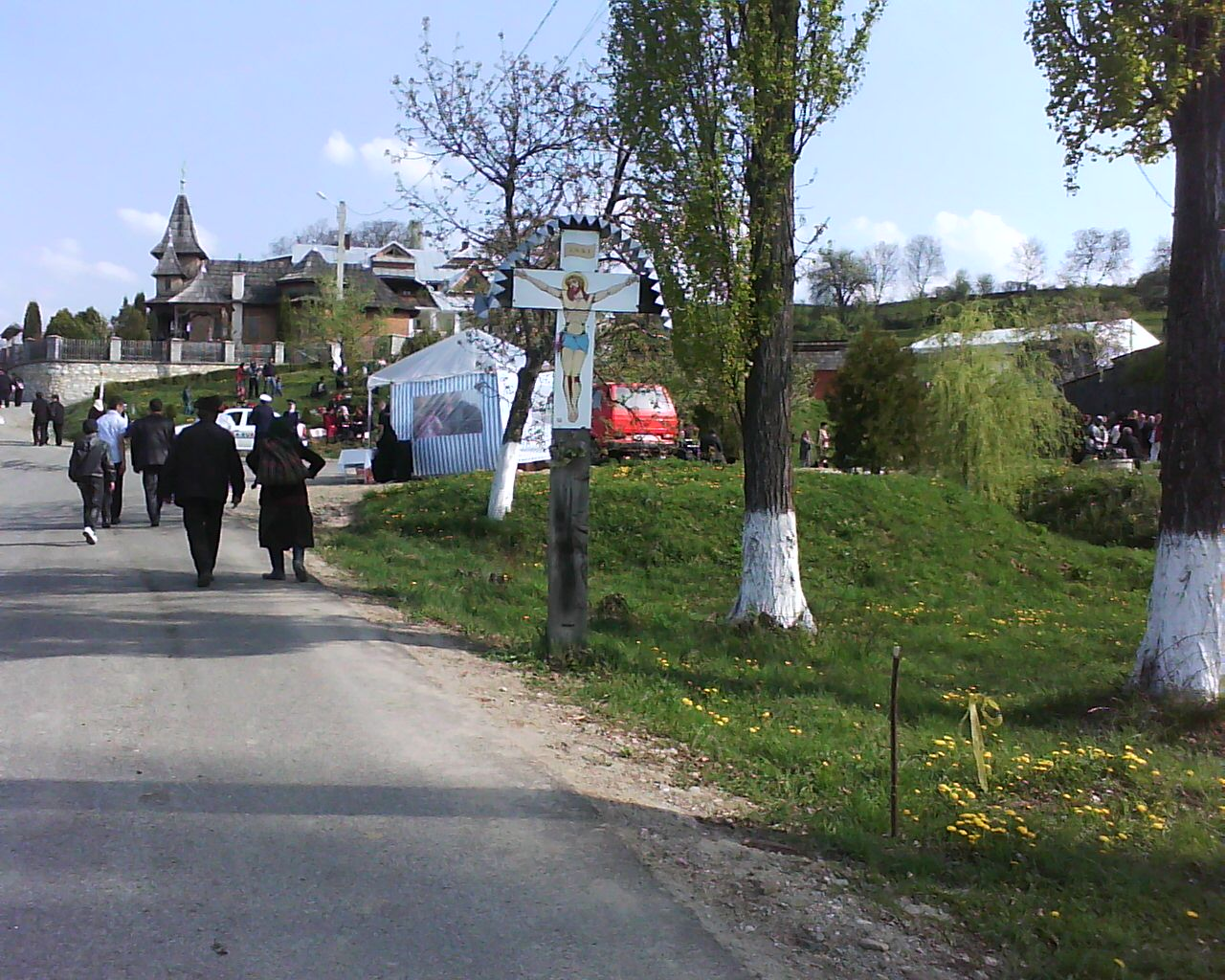
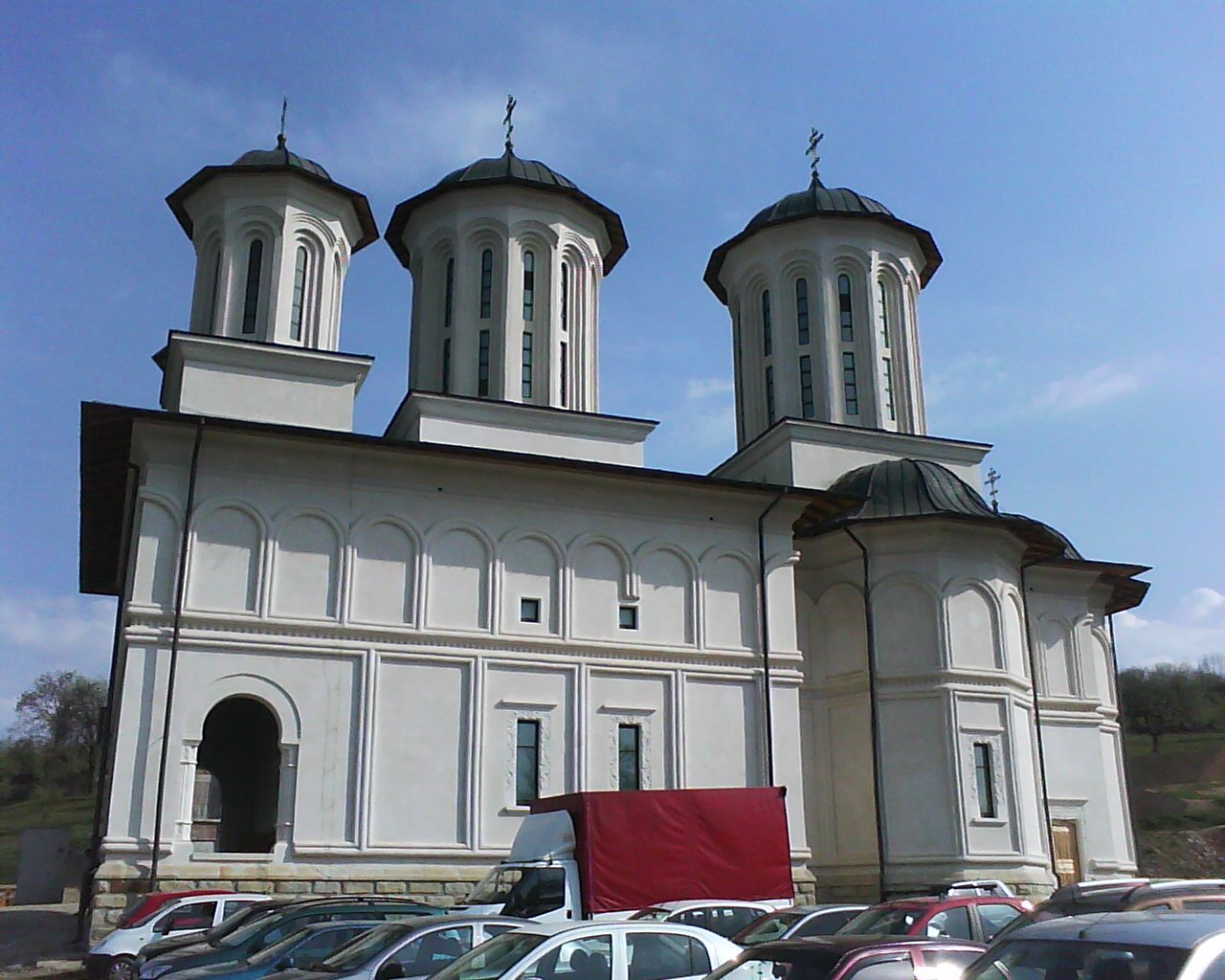
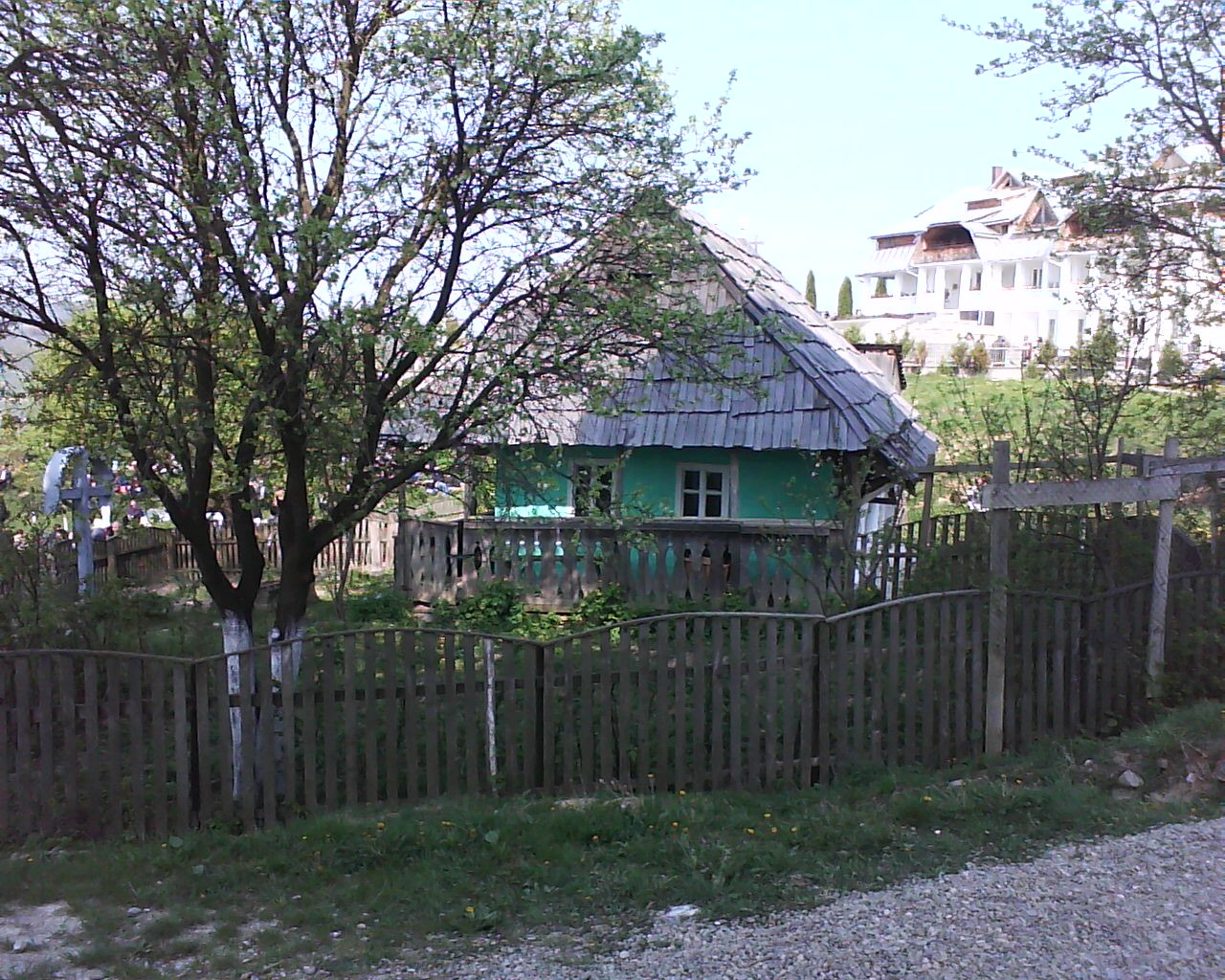
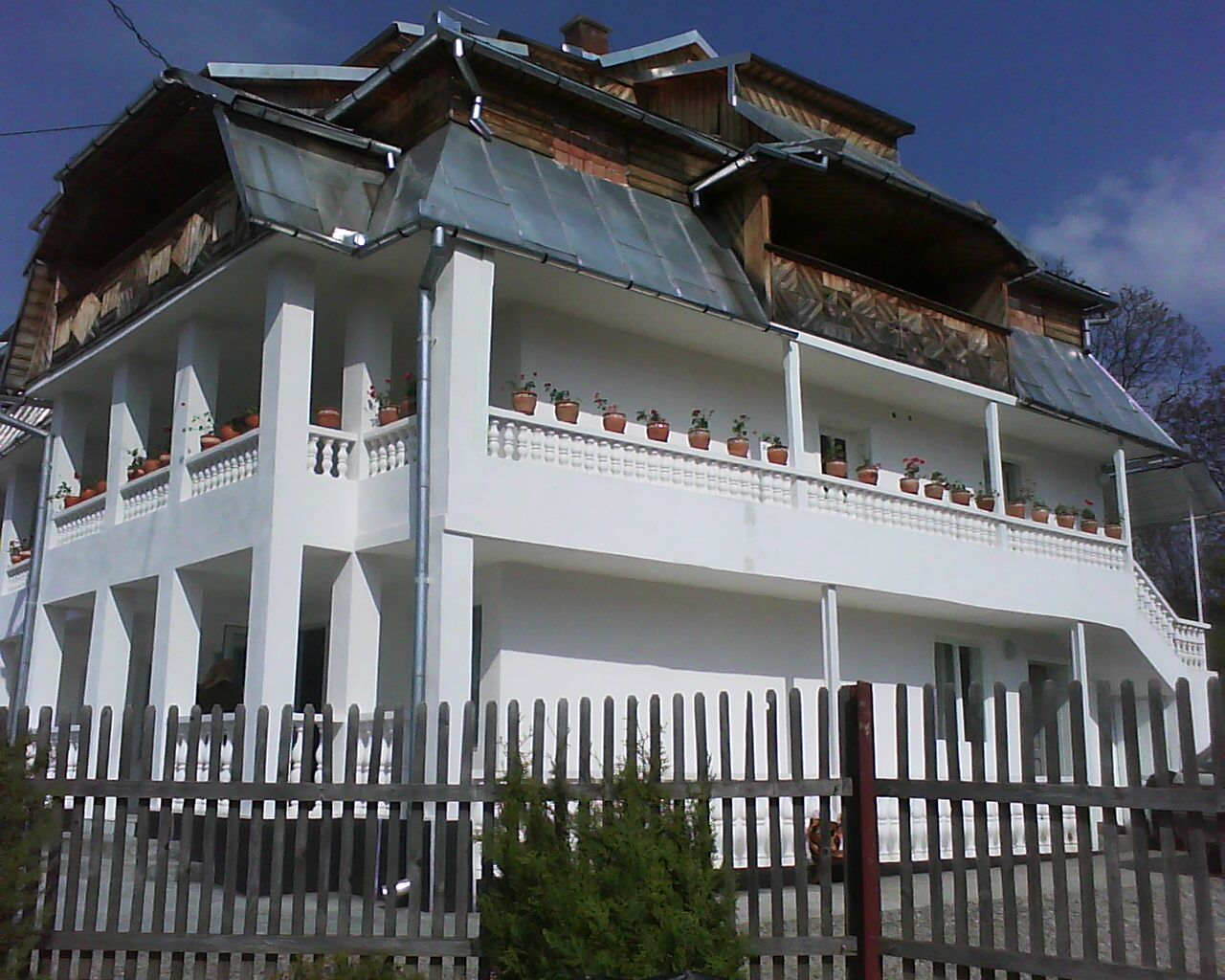
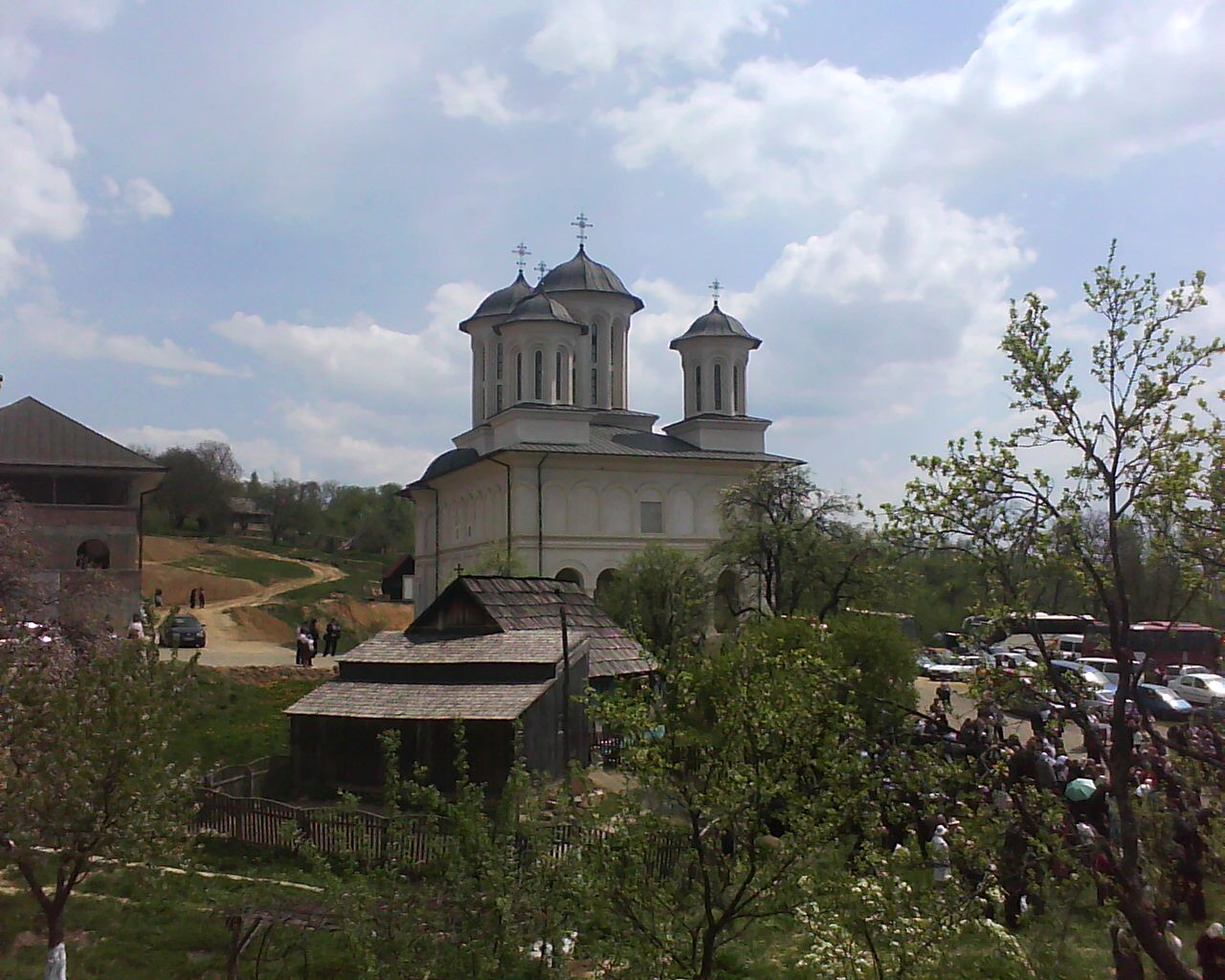
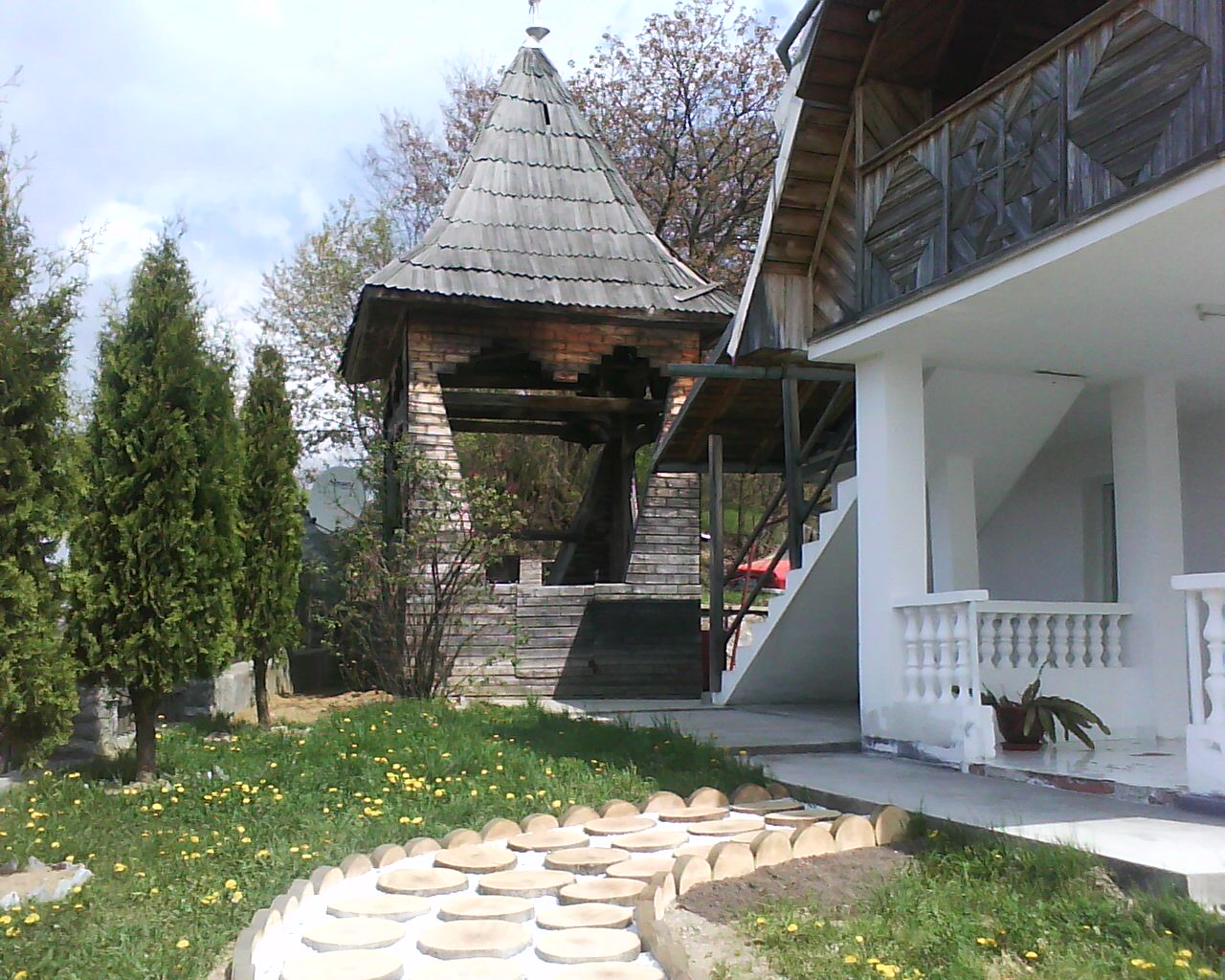
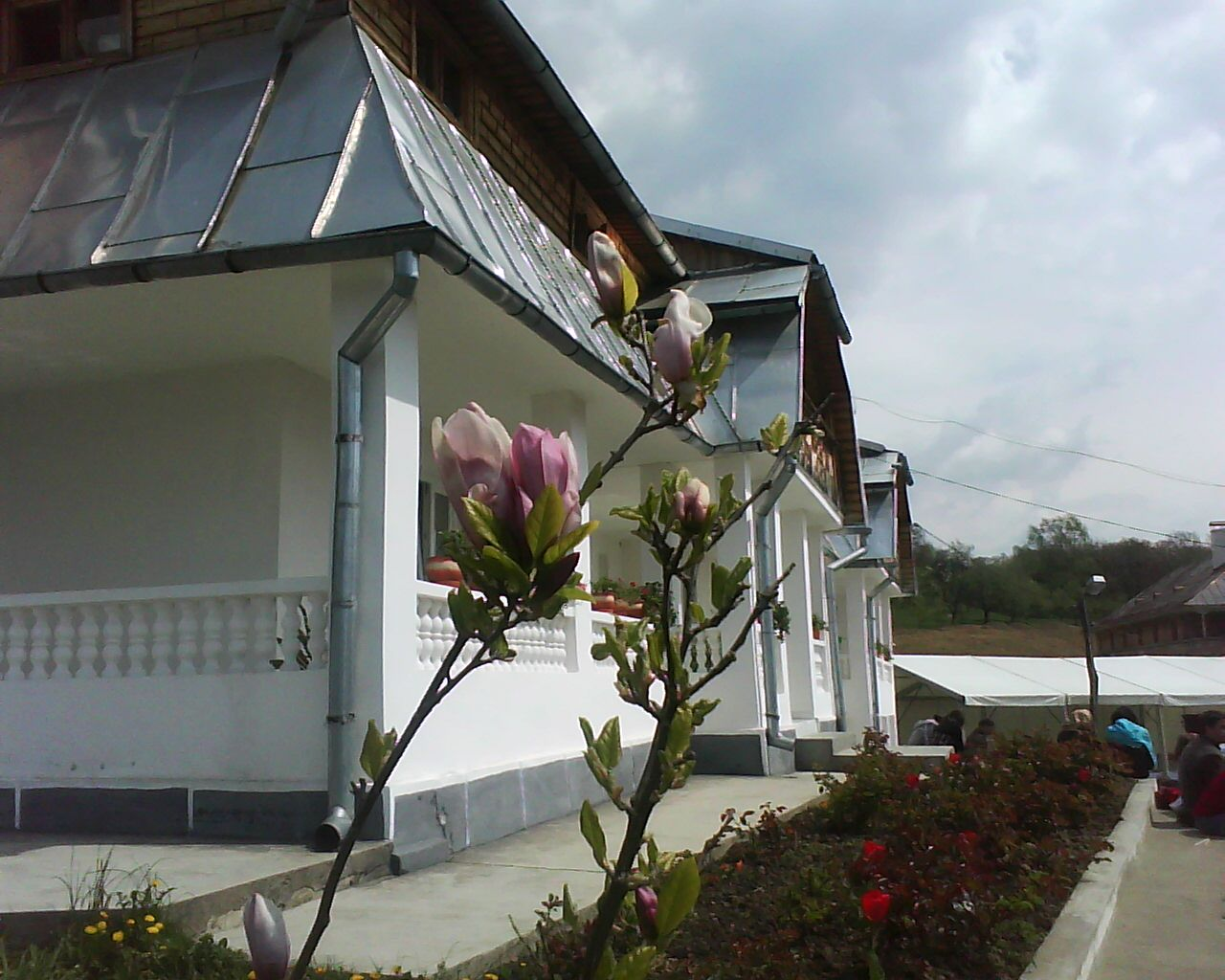